# Mendrisio
Mendrisio ist eine politische Gemeinde und Hauptort (Stadt) sowohl des Kreises Mendrisio wie auch des Bezirks Mendrisio im Kanton Tessin in der Schweiz. Der deutsche beziehungsweise lombardische Name Mendris wird nicht mehr verwendet. Die Bewohner werden Mendriser oder Mendrisier genannt.

## Geographie

Mendrisio. Historisches Luftbild von Werner Friedli (1964)

Mendrisio liegt am Laveggio etwa 18 Kilometer südlich von Lugano und etwa fünf Kilometer von der Grenze zu Italien entfernt. Das Gemeindegebiet erstreckt sich hinauf bis zum Gebiet «Bellavista» auf dem Monte Generoso.
Die Nachbargemeinden sind im Norden Brusino Arsizio, Val Mara und Riva San Vitale, im Osten Castel San Pietro, im Süden Coldrerio, Novazzano, Bizzarone (IT-CO) und Stabio, im Westen Porto Ceresio (IT-VA), Besano (IT-VA), Viggiù (IT-VA), Clivio (IT-VA) und Saltrio (IT-VA).

### Klima
Für die Normalperiode 1991–2020 beträgt die Jahresmitteltemperatur 11,6 °C, wobei im Januar mit 1,6 °C die kältesten und im Juli mit 21,7 °C die wärmsten Monatsmitteltemperaturen gemessen werden. Im Mittel sind hier rund 97 Frosttage und ein bis zwei Eistage zu erwarten. Sommertage gibt es im Jahresmittel rund 83, während im Durchschnitt 18,2 Hitzetage zu verzeichnen sind. Die Messstation von MeteoSchweiz befindet sich in der Gemeinde Stabio, auf einer Höhe von 351 m ü. M., ca. 5 km südwestlich des Ortszentrums (Luftlinie).
|                        | Jan  | Feb  | Mär  | Apr  | Mai  | Jun  | Jul  | Aug  | Sep  | Okt  | Nov  | Dez  |   |      |
| Mittl. Temperatur (°C) | 1,6  | 3,1  | 7,6  | 11,3 | 15,7 | 19,7 | 21,7 | 21,1 | 16,6 | 11,9 | 6,7  | 2,2  | ⌀ | 11,6 |
| Mittl. Tagesmax. (°C)  | 7,5  | 9,5  | 14,1 | 17,4 | 21,5 | 25,7 | 28,0 | 27,4 | 22,5 | 17,1 | 11,7 | 7,7  | ⌀ | 17,5 |
| Mittl. Tagesmin. (°C)  | −3,0 | −2,6 | 1,0  | 4,8  | 9,6  | 13,6 | 15,4 | 15,3 | 11,4 | 7,4  | 2,4  | −2,2 | ⌀ | 6,1  |
|                        |      |      |      |      |      |      |      |      |      |      |      |      |   |      |
| Niederschlag (mm)      | 74   | 75   | 83   | 141  | 172  | 147  | 121  | 139  | 156  | 160  | 202  | 91   | Σ | 1561 |
|                        |      |      |      |      |      |      |      |      |      |      |      |      |   |      |
| Sonnenstunden (h/d)    | 3,9  | 4,8  | 5,9  | 5,9  | 6,5  | 7,6  | 8,6  | 7,8  | 5,8  | 4,1  | 3,4  | 3,3  | ⌀ | 5,6  |
|                        |      |      |      |      |      |      |      |      |      |      |      |      |   |      |
| Regentage (d)          | 5,5  | 5,4  | 6,4  | 10,1 | 10,9 | 9,7  | 7,4  | 8,5  | 8,1  | 8,8  | 9,6  | 6,2  | Σ | 96,6 |
|                        |      |      |      |      |      |      |      |      |      |      |      |      |   |      |
| Luftfeuchtigkeit (%)   | 78   | 72   | 66   | 69   | 72   | 72   | 71   | 75   | 79   | 83   | 82   | 80   | ⌀ | 74,9 |

| −3,0 |

| −2,6 |

| 1,0 |

| 4,8 |

| 9,6 |

| 13,6 |

| 15,4 |

| 15,3 |

| 11,4 |

| 7,4 |

| 2,4 |

| −2,2 |

| −3,0 |

| −2,6 |

| 1,0 |

| 4,8 |

| 9,6 |

| 13,6 |

| 15,4 |

| 15,3 |

| 11,4 |

| 7,4 |

| 2,4 |

| −2,2 |

## Geschichte

### Gründung und Mittelalter
Dass Mendrisio zur Zeit der Kelten und Römer besiedelt war, wird durch eine Denktafel für Publius Valerius Dromone im alten Glockenturm bestätigt. Erstmals wird Mendrisio 793 als Mendrici erwähnt, vermutlich ein Genitiv von Mendricus oder Manricus, der Name eines Anführers eines langobardischen Stammes.
Im Mittelalter gehörte Mendrisio mit seinen drei Burgen zum Einflussbereich der Stadt Como. 1335 wurde Mendrisio zusammen mit Como Teil des Staates von Mailand.

### 15. bis 16. Jahrhundert
1433 übergab der Herzog von Mailand Filippo Maria Visconti das Dorf Mendrisio der Familie Sanseverino, die 1485 den Ort verliess. Mendrisio kam unter die direkte Kontrolle des Herzogs von Mailand.
1499 wurde das Mendrisiotto von den Franzosen besetzt, nach 1517 durch die Eidgenossen erobert.

### 18. bis 20. Jahrhundert
Von 1810 bis 1813 wurde das Gebiet vorübergehend von den Truppen des Königreichs Italien besetzt.

### Gemeindefusionen
Mendrisio fusionierte am 4. April 2004 mit der früheren Gemeinde Salorino. Am 5. April 2009 wurde die Fusion der Gemeinden Arzo, Capolago, Genestrerio, Mendrisio, Rancate und Tremona zur neuen Gemeinde Mendrisio rechtskräftig. Am 13. April 2013 wurden Meride, Ligornetto und Besazio eingemeindet.

## Stadtquartiere
Stand Einwohnerzahlen: 31. Dezember 2024
| Quartier    | Eingemeindung  | Einwohnerzahl |  |
| Arzo        | 5. April 2009  | 1251          |  |
| Besazio     | 14. April 2013 | 593           |  |
| Capolago    | 5. April 2009  | 881           |  |
| Genestrerio | 5. April 2009  | 1153          |  |
| Ligornetto  | 14. April 2013 | 1807          |  |
| Mendrisio   | –              | 7308          |  |
| Meride      | 14. April 2013 | 299           |  |
| Rancate     | 5. April 2009  | 1578          |  |
| Salorino    | 4. April 2004  | 504           |  |
| Tremona     | 5. April 2009  | 488           |  |

## Bevölkerung
Einwohnerzahlen: Volkszählungsdaten
Eingemeindungen:
Am 4. April 2004 wurde Salorino, am 5. April 2009 wurden Arzo, Capolago, Genestrerio, Rancate und Tremona und am 13. April 2013 Besazio, Ligornetto und Meride nach Mendrisio eingemeindet.

## Politik
- SP-Grüne: 11
- ATL: 1
- Lista civica: 2
- Mitte-glp: 15
- FDP: 18
- Lega: 6
- SVP: 7

### Gemeindebehörden
Die Legislative der Stadt Mendrisio ist der Consiglio comunale (Gemeindeparlament), bestehend aus 60 Mitgliedern. Die rechts stehende Grafik zeigt die Zusammensetzung nach den Wahlen vom 14. April 2024.
Die Exekutive wird gebildet durch den siebenköpfigen Municipio (Gemeinderat). Nach den Wahlen von 2024 setzt er sich wie folgt zusammen: 2 Il Centro–Verdi Liberali (Die Mitte–GLP), 2 Partito Liberale Radicale e GLR (FDP), 1 Verdi e Sinistra (Grüne–SP), 1 Lega, 1 UDC (SVP). Ihm steht der Sindaco (Stadtpräsident) Samuele Cavadini (FDP) vor.

### Nationale Wahlen
Anlässlich der Nationalratswahlen 2023 betrugen die Stimmenanteile der Parteien in Mendrisio: Die Mitte 20,9 %, FDP 20,1 %, SVP 15,9 %, Lega 12,2 %, SP 11,5 %, Grüne 10,1 %, GLP 1,6 %.

## Verkehr
Mendrisio liegt an der Bahnlinie Lugano – Como und ist Ausgangspunkt der Bahnstrecke Mendrisio–Varese, die 2018 in Betrieb genommen wurde.
In der ersten Hälfte der 1990er-Jahre litt das Tessin und insbesondere das Mendrisiotto unter der weltweiten Wirtschaftskrise. In dieser Situation war der Grossversuch «VEL-1 Mendrisio» eine willkommene Konjunkturspritze. Zwischen 1994 und 2001 wurden 400 Elektrofahrzeuge an private Kunden verkauft und 80 Ladestationen aufgebaut. Deren Einsatz wurde über mehrere Jahre begleitet und erforscht.
Der Einsatz von Elektrofahrzeugen wurde mit dem Grossversuch in Mendrisio nachgewiesen. Im Kanton Tessin folgte 2001–2004 das Projekt VEL2. Dieses zielte ebenfalls auf eine Sensibilisierung der Bevölkerung für energieeffiziente Fahrzeuge ab. Damit wird eine Senkung des Energieverbrauchs respektive eine Reduktion der CO2-Emissionen angestrebt. Das Folgeprojekt zum Grossversuch sollte die Brücke schlagen zu VEL3 (2005–2013), das einen selbsttragenden, neutralen Bonus-Malus vorsieht. Durch den Grossversuch schuf sich Mendrisio einen internationalen Namen als Kompetenzzentrum für Elektrofahrzeuge.
Siehe dazu Elektromobilität in der Schweiz.

## Kultur

### Karfreitagsprozession und Laternenbilder
In der Karwoche finden am Gründonnerstag und am Karfreitag die Prozessionen der Karwoche in Mendrisio statt. Das Alter dieser Tradition ist nicht bekannt, die Umzüge mit rund 270 Darstellern finden aber mindestens seit dem 17. Jahrhundert statt. Bis in die 1950er Jahre wurden dabei Frauenfiguren von Männern gespielt. An den Abenden der Umzüge werden die zahllosen über die ganze Route verteilten Laternenbilder (italienisch trasparenti) beleuchtet. Diese Laternen gehen zurück bis ins Jahr 1798. Die Darsteller tragen ebenfalls bemalte Laternen. Im Jahr 2019 wurden die Prozessionen in die UNESCO-Liste des immateriellen Kulturerbes der Menschheit aufgenommen.

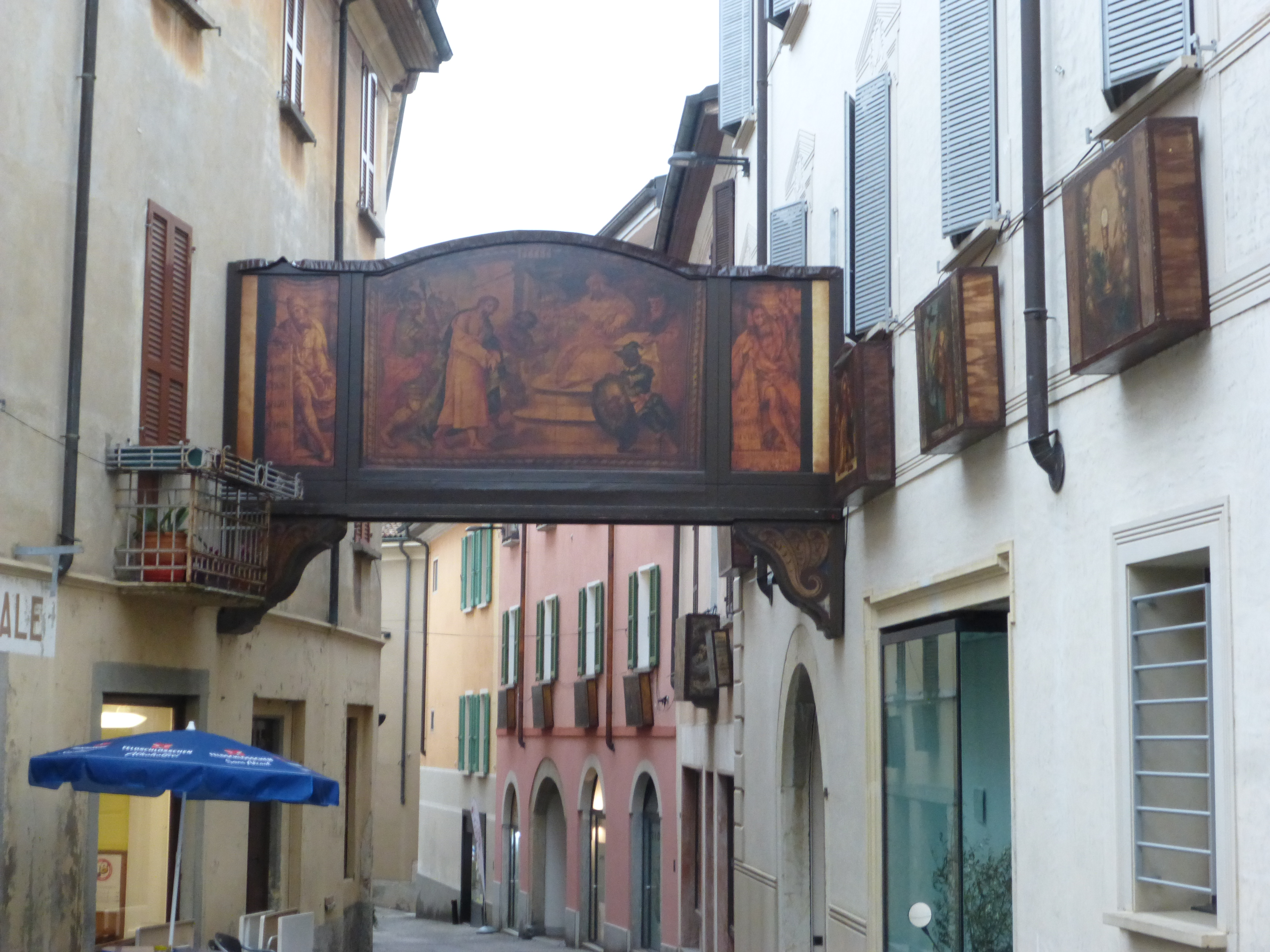
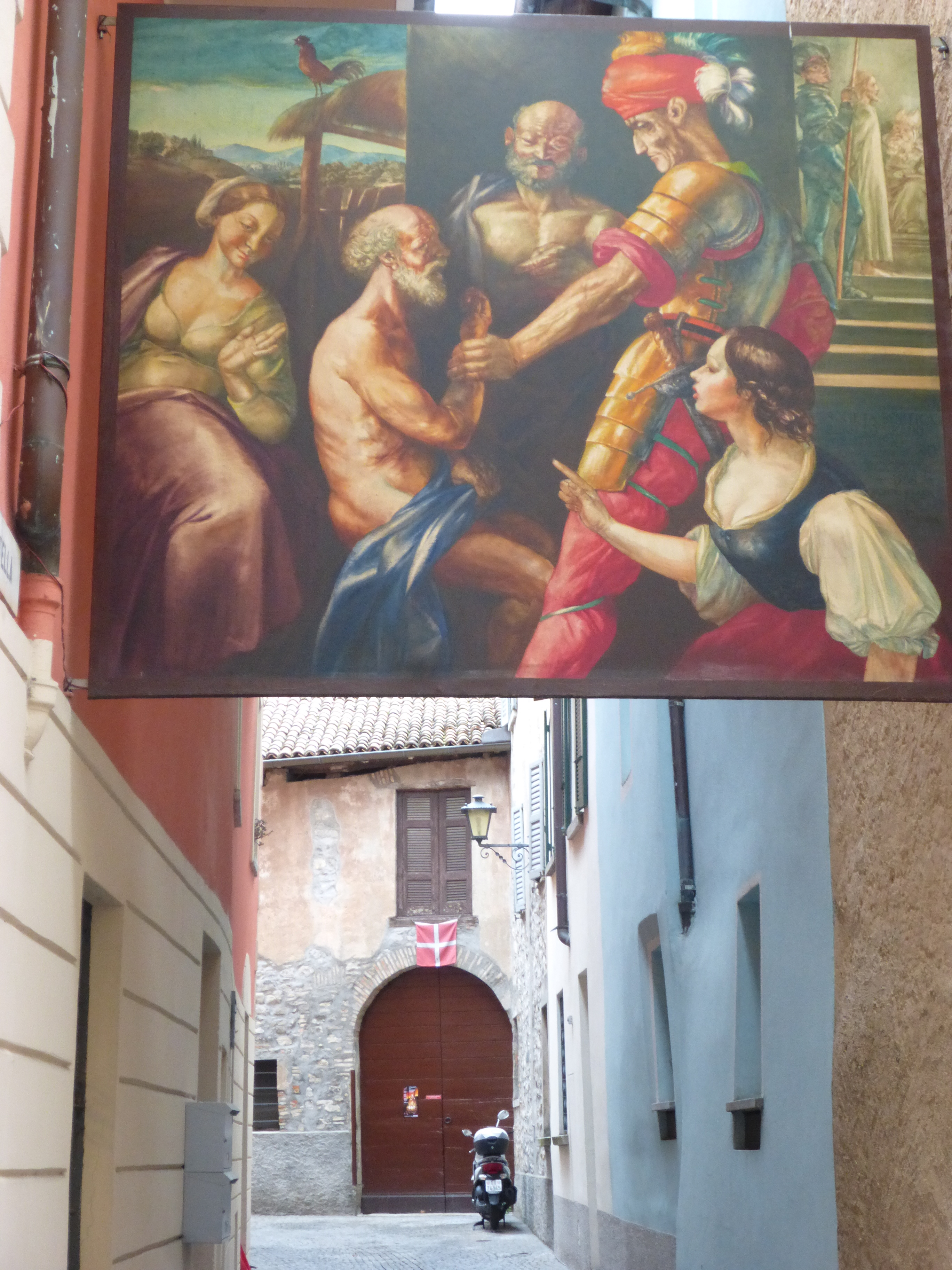
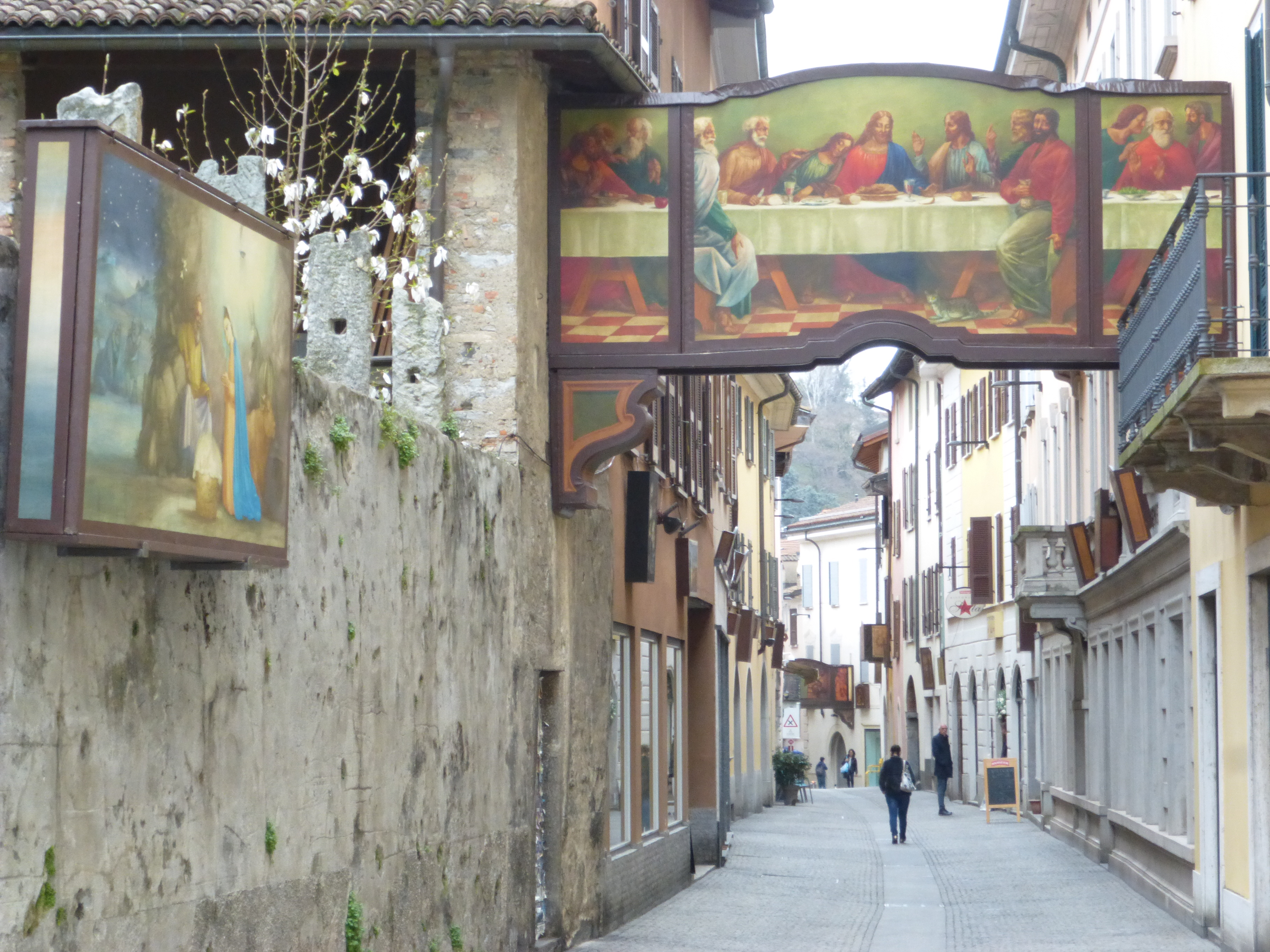
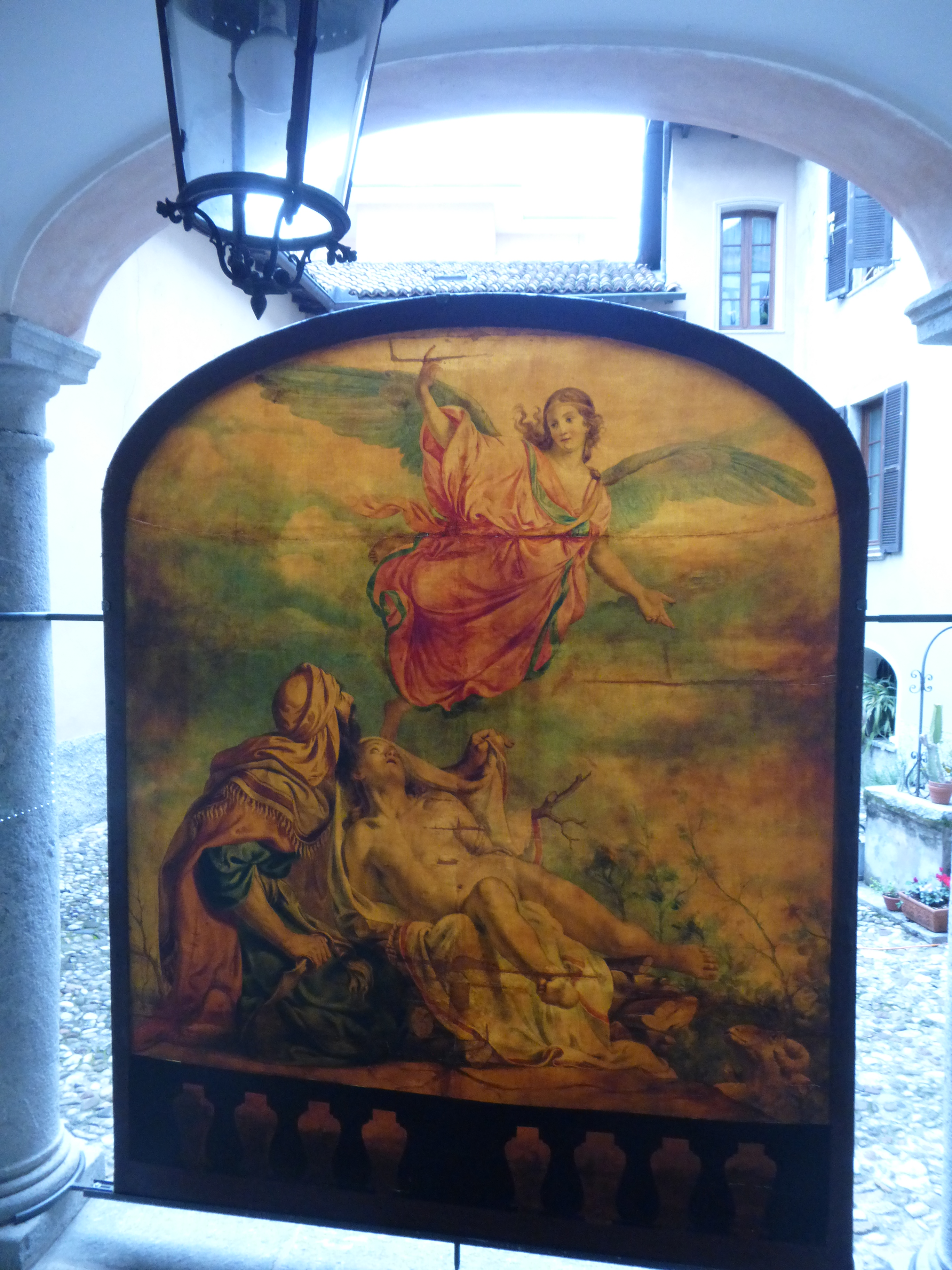
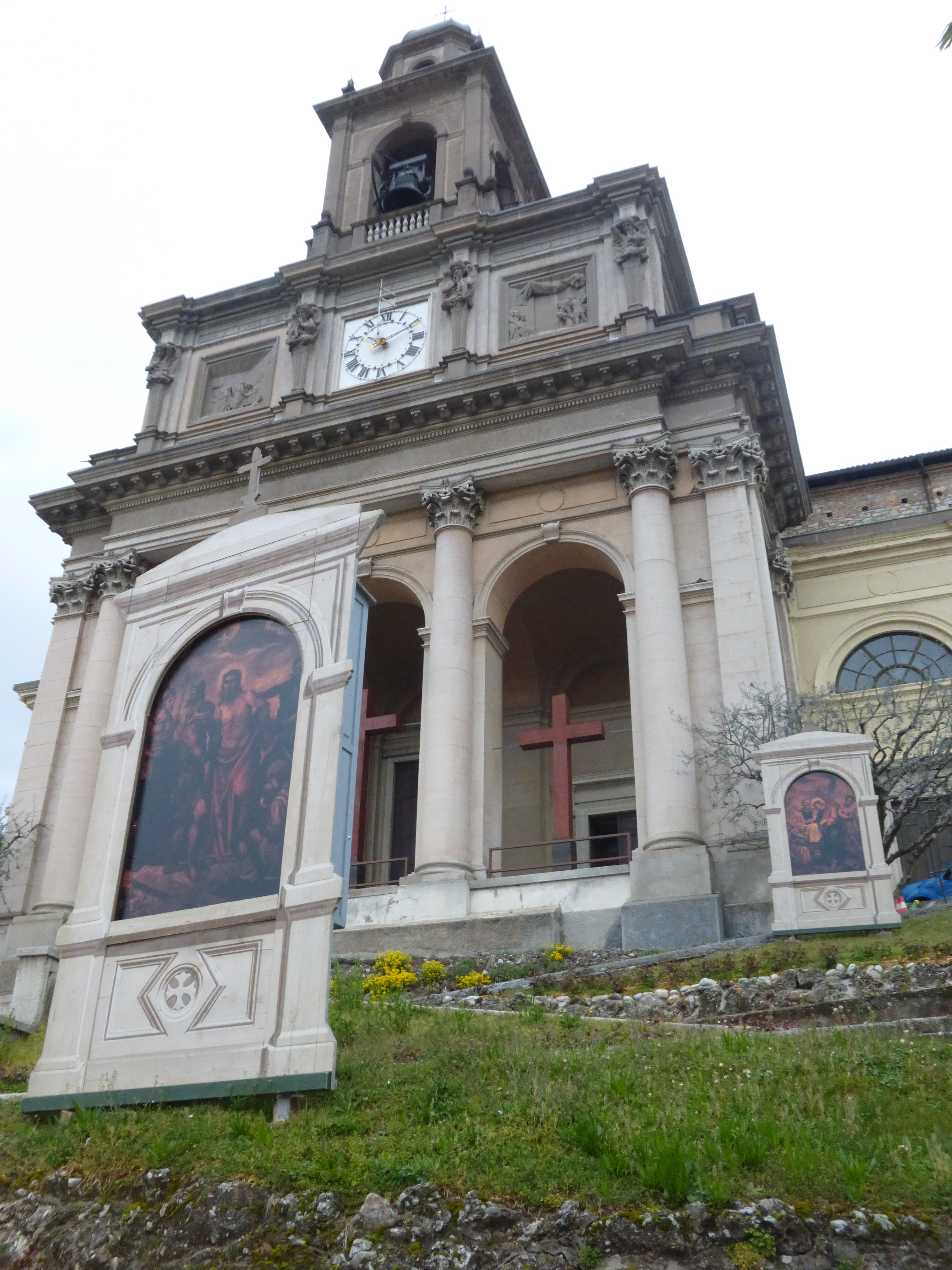

Seit 2017 ist den Laternenbildern in der Casa Croci ein eigenes kleines Museum gewidmet (Museo del Trasparente).

### Feste
Seit 1983 findet jährlich im Herbst das Volksfest Palio di Mendrisio statt. Höhepunkt war bis vor Kurzem das Eselrennen Palio degli asini, das auf Drängen von Tierschutzorganisationen 2024 aufgegeben wurde. Ebenfalls im Herbst findet jeweils die Sagra dell'uva, das Traubenfest, statt, bei dem Bauern und Winzer aus dem Mendrisiotto ihre Produkte präsentieren. Das Lugano Estival Jazz im Sommer findet jeweils zu einem kleineren Teil auch in Mendrisio statt.

## Institutionen
Die Università della Svizzera italiana (USI) wurde 1996 als erste staatliche Universität im Kanton Tessin gegründet. Unterrichtssprachen sind Italienisch und Englisch. Ihren Hauptsitz hat die Universität in Lugano. In Mendrisio befindet sich die Architekturakademie.
In Mendrisio steht das Neuropsychiatrische Kantonsspital.

### Museen
- Museo d’arte Mendrisio,[26] städtisches Kunstmuseum im alten Servitenkloster mit über 1200 Werken. Zum Museum gehören auch die Aussenstellen:
  - Museo del Trasparente, den Laternenbildern gewidmete Dauerausstellung in der Casa Croci
  - Casa Pessina, Ausstellung von Fotografien
- Galleria Baumgartner, Ausstellung von Modelleisenbahnen
- Teatro dell'architettura Mendrisio, wechselnde Architekturausstellungen

### Archive
- Archivio del Moderno[27]
- Archivio Armand Rondez[28]

## Sehenswürdigkeiten
Das Dorfbild ist im Inventar der schützenswerten Ortsbilder der Schweiz (ISOS) als schützenswertes Ortsbild der Schweiz von nationaler Bedeutung eingestuft.

### Paläste und Villen
- Palazzo Torriani, ehemaliger Adelssitz der Torriani (Della Torre), Baugeschichte reicht bis ins 13. Jahrhundert zurück
- Palazzo Busioni, im 15. Jahrhundert erbaut, seither mehrere Umbauten
- Palazzo Pollini, barocker Palast aus dem 18. Jahrhundert
- Aus dem 19. Jahrhundert stammen die Casa Croci (1858), das ehemaliges Spital (1860 eröffnet, beherbergt seit 1996 die Architekturakademie), die Villa Argentina (1870er Jahre, Sitz der Architekturakademie) und die Villa Foresta (1872).

### Kirchen
- Santa Maria, älteste Kirche des Zentrums, steht auf den Resten einer römischen Villa, im 16. und 17. Jahrhundert neugebaut, vom früheren Oratorium ist noch ein Teil des Glockenturms erhalten
- San Giovanni Battista, 1722–1738 im Stil des Spätbarocks errichtet
- Santi Cosma e Damiano, 1863–1875 nach Plänen von Luigi Fontana neugebaut
- San Martino nordwestlich der Stadt, im Hochmittelalter gebaut
- San Sisinio im Ortsteil Alla Torre, ebenfalls romanische Kirche[30]

### Weitere
- Denkmal für Luigi Lavizzari auf der Piazza del Ponte, Werk von Antonio Soldini, 1900 eingeweiht[31]
- Kino Mignon, Jugendstil-Bau
- Tri Böcc (Drei Löcher), auch Casa dei Pagani (Heidenhaus) genannt, 40 Meter tiefe Höhle am Hang des Monte Generoso, von einer Mauer mit drei Fenstern geschützt[32]

## Sport
Der Fussballverein FC Mendrisio spielte zwischen 1948 und 1985 insgesamt 17 Saisons in der Nationalliga B und erreichte 1971 den Halbfinal des Schweizer Cups. Derzeit spielt er in der 1. Liga Classic. Seine Heimspiele trägt er im 4260 Zuschauer fassenden Stadio comunale aus.
Die erste Mannschaft der Damen des Unihockeyvereins Sportiva Unihockey Mendrisiotto spielt seit 2019 in der Nationalliga A.
Zwischen 2004 und 2006 diente Mendrisio als Startort der Lombardei-Rundfahrt. Das italienische Eintagesrennen, das zu den Monumenten des Radsports zählt, hielt in der Schweizer Gemeinde seine einzigen Auslandstarts ab. Die Strassenradsport-Weltmeisterschaften 2009 fanden in Mendrisio statt.

## Bilder

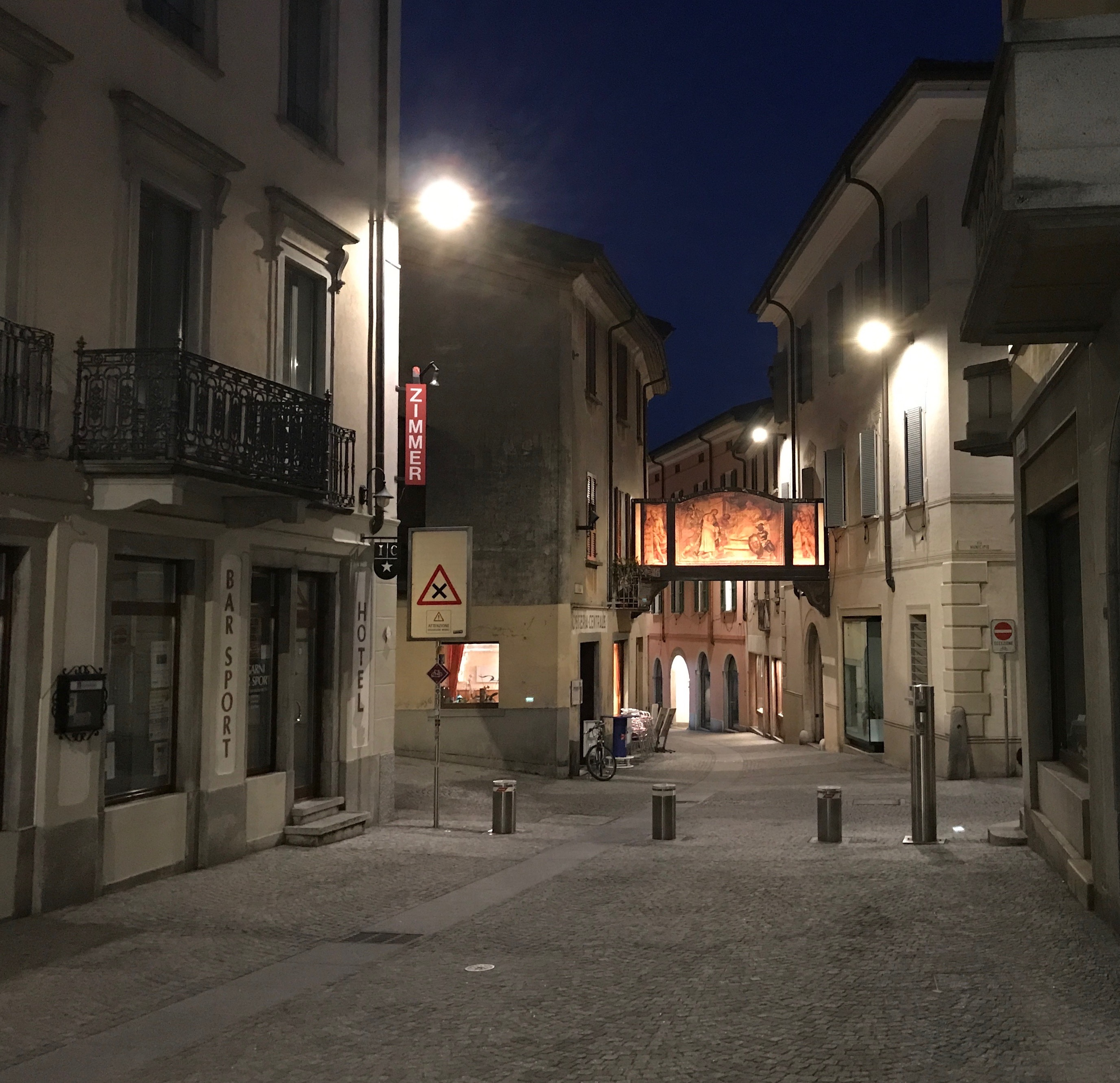
Altstadt in der Nacht
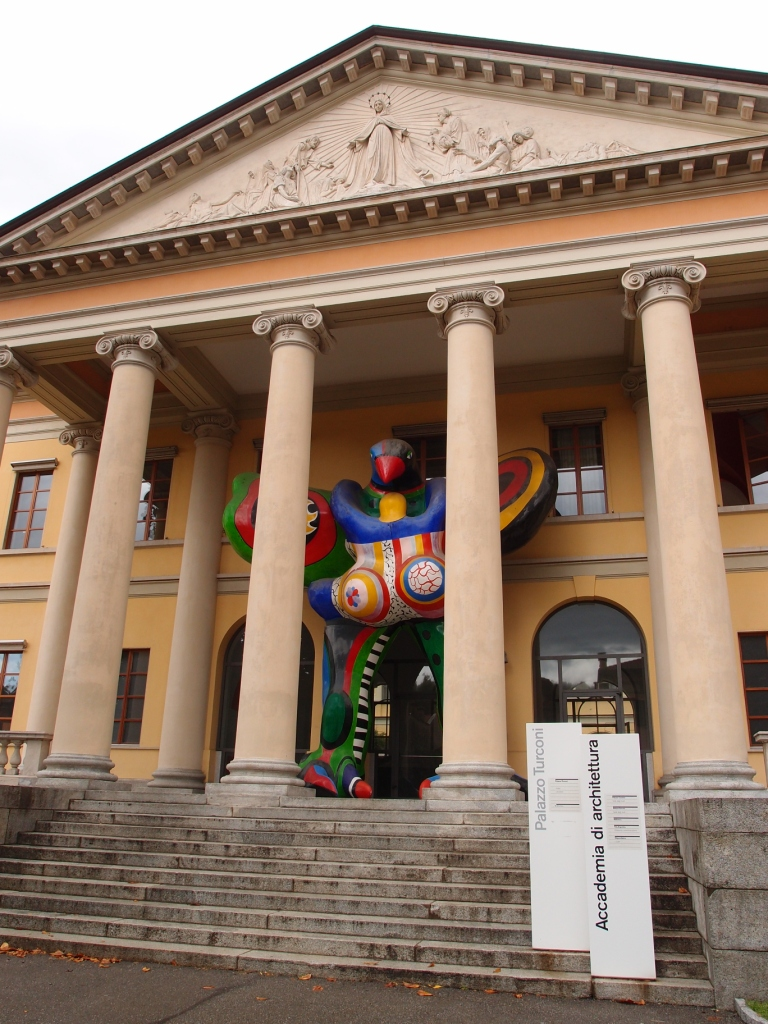
Die Architektur-Akademie der Universität der italienischen Schweiz im Palazzo Turconi in Mendrisio mit der Skulptur «L’Oiseau amourex» von Niki de Saint Phalle
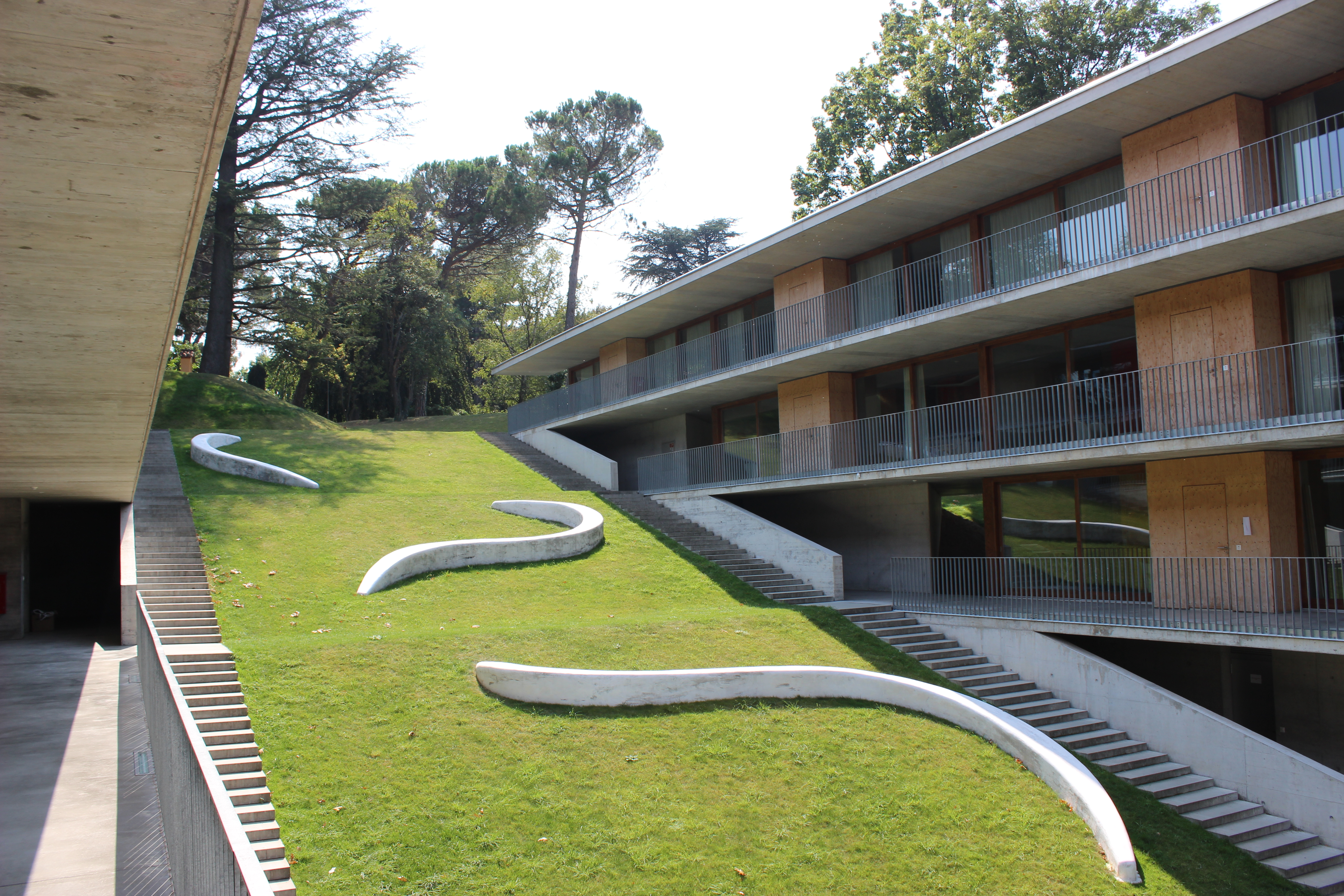
Casa dell’accademia, Wohnheim der Architektur-Akademie der Universität der italienischen Schweiz in Mendrisio
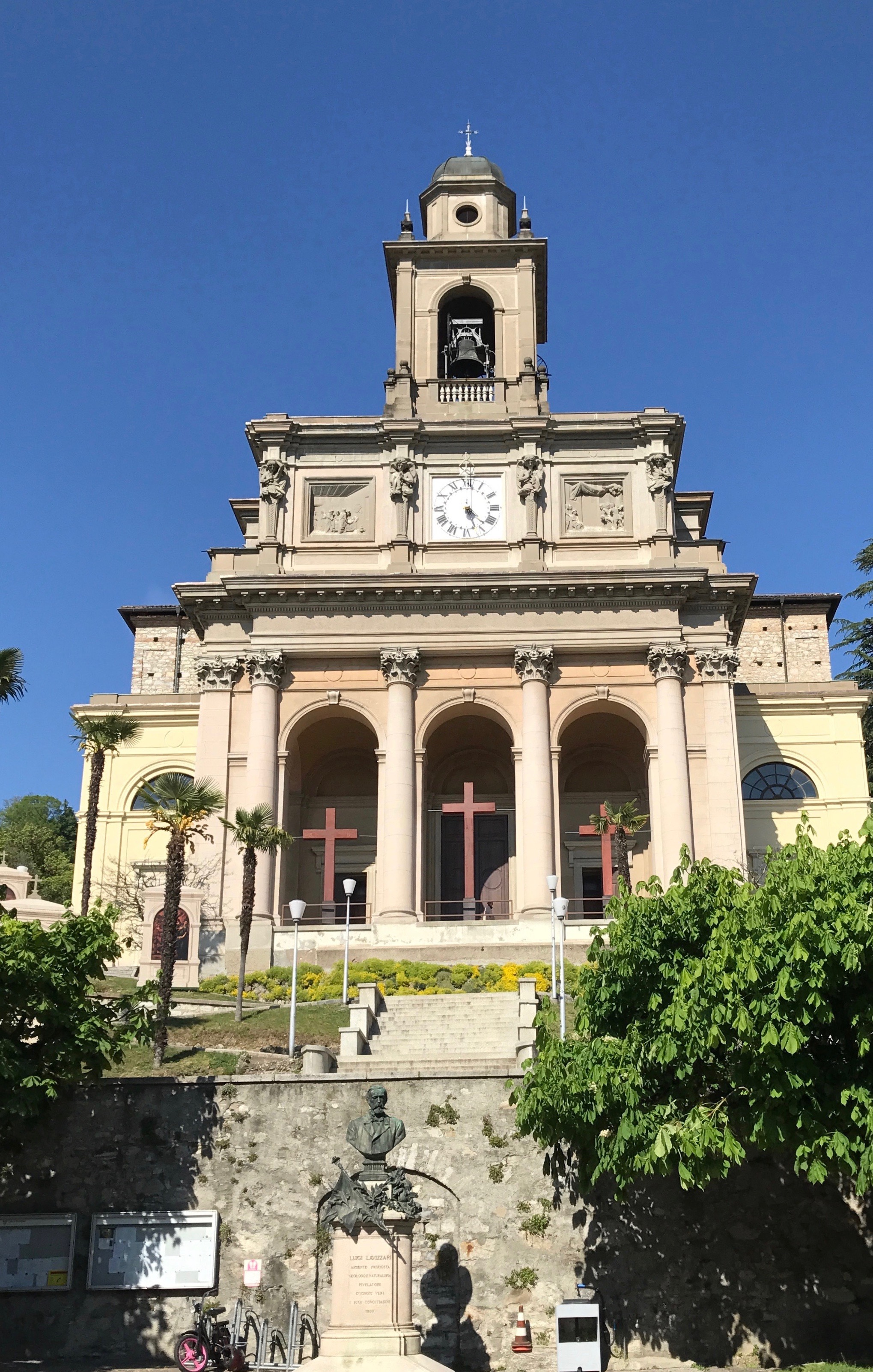
Kollegiatkirche Santi Cosma e Damiano
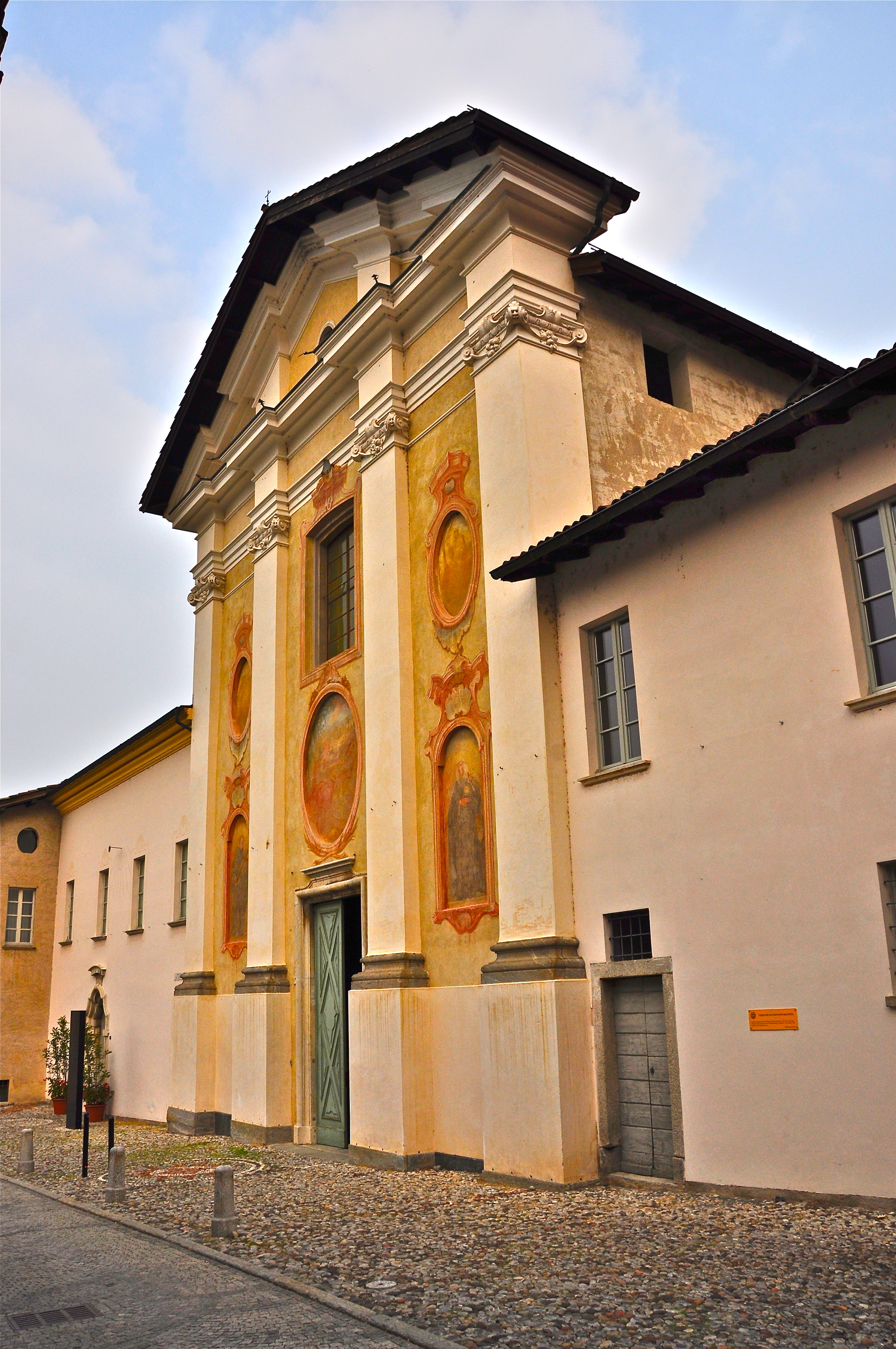
Kirche San Giovanni
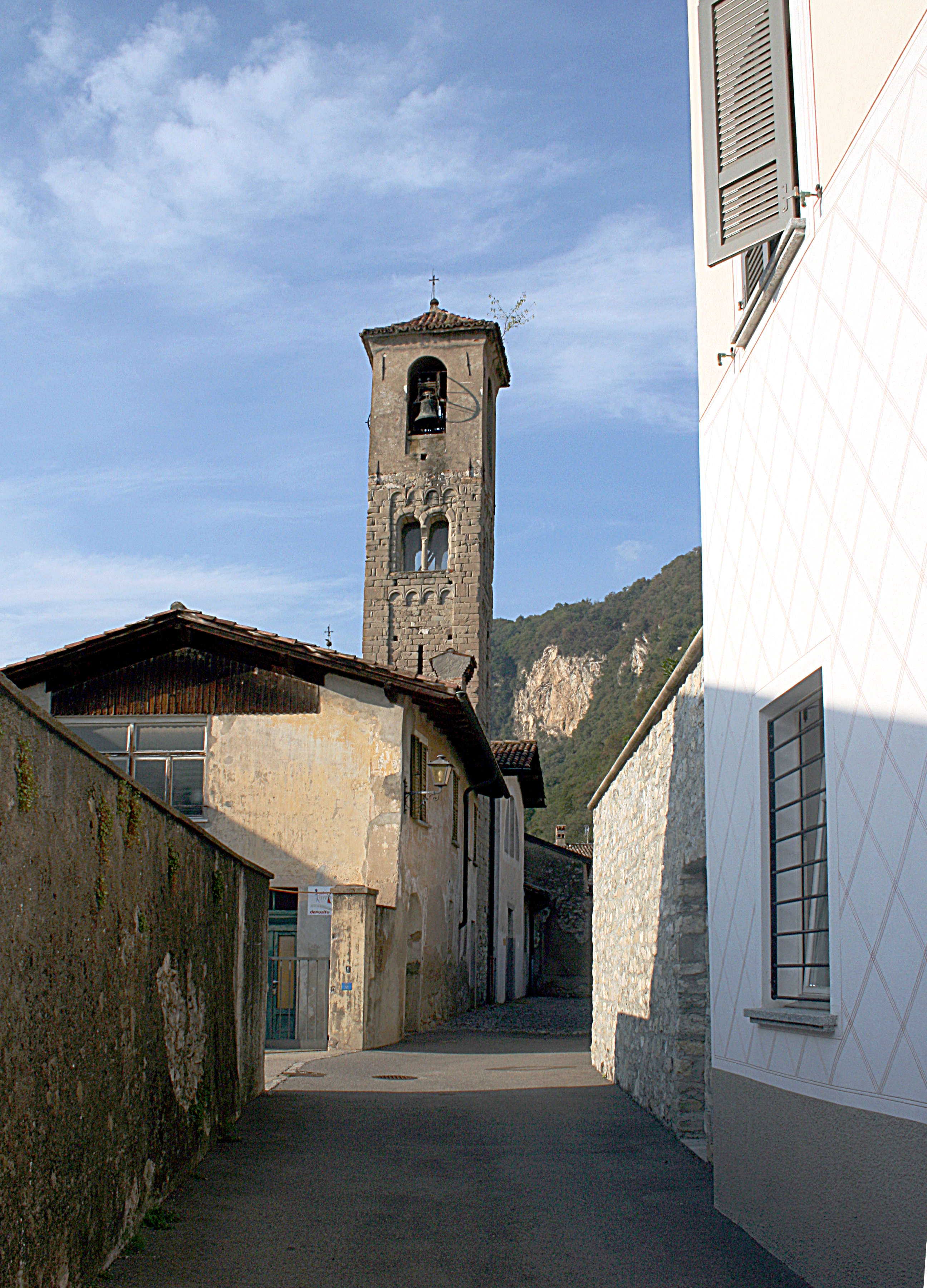
Romanische Kirche Santa Maria del Borgo
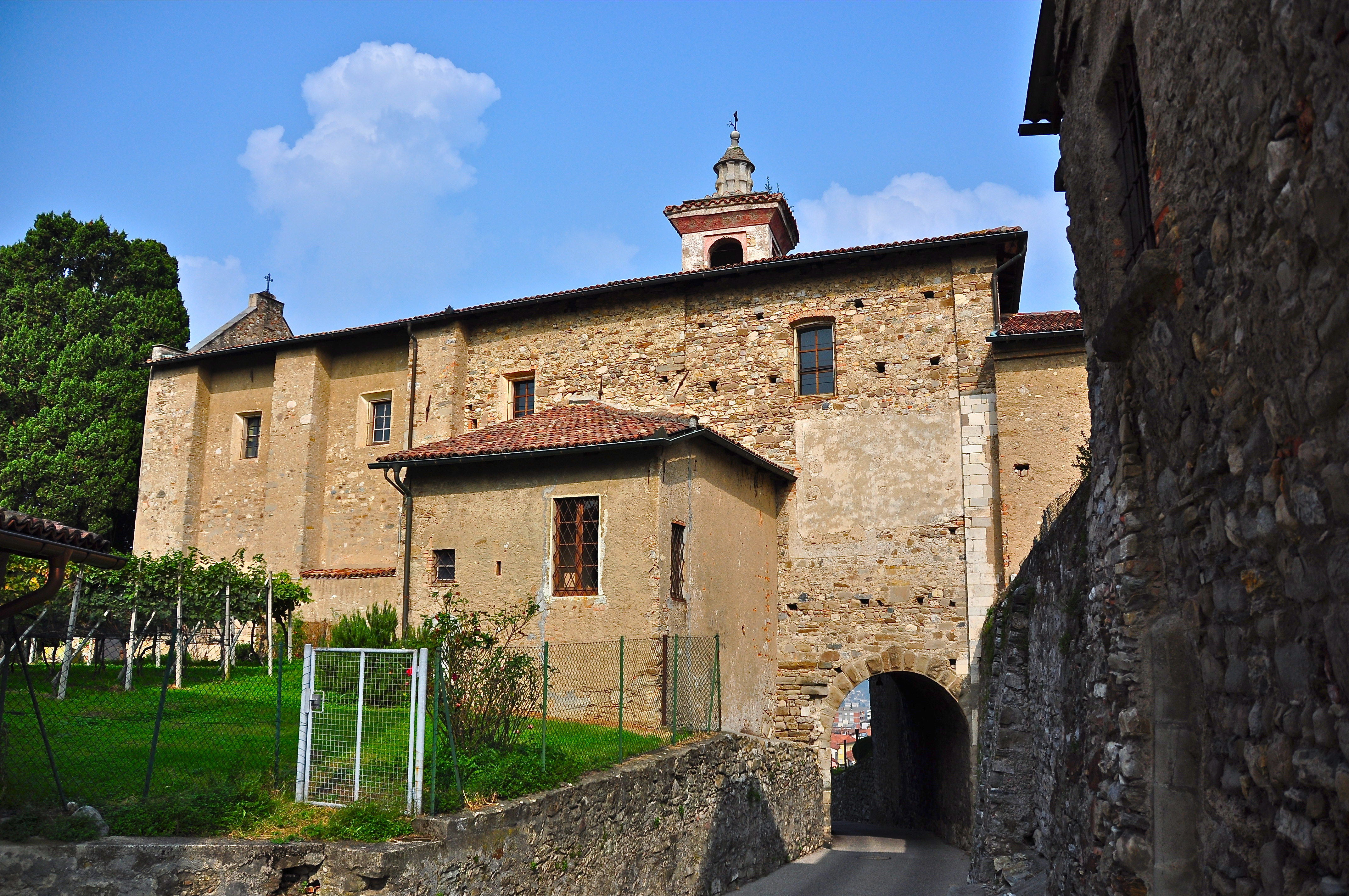
Kirche San Sisinio alla Torre
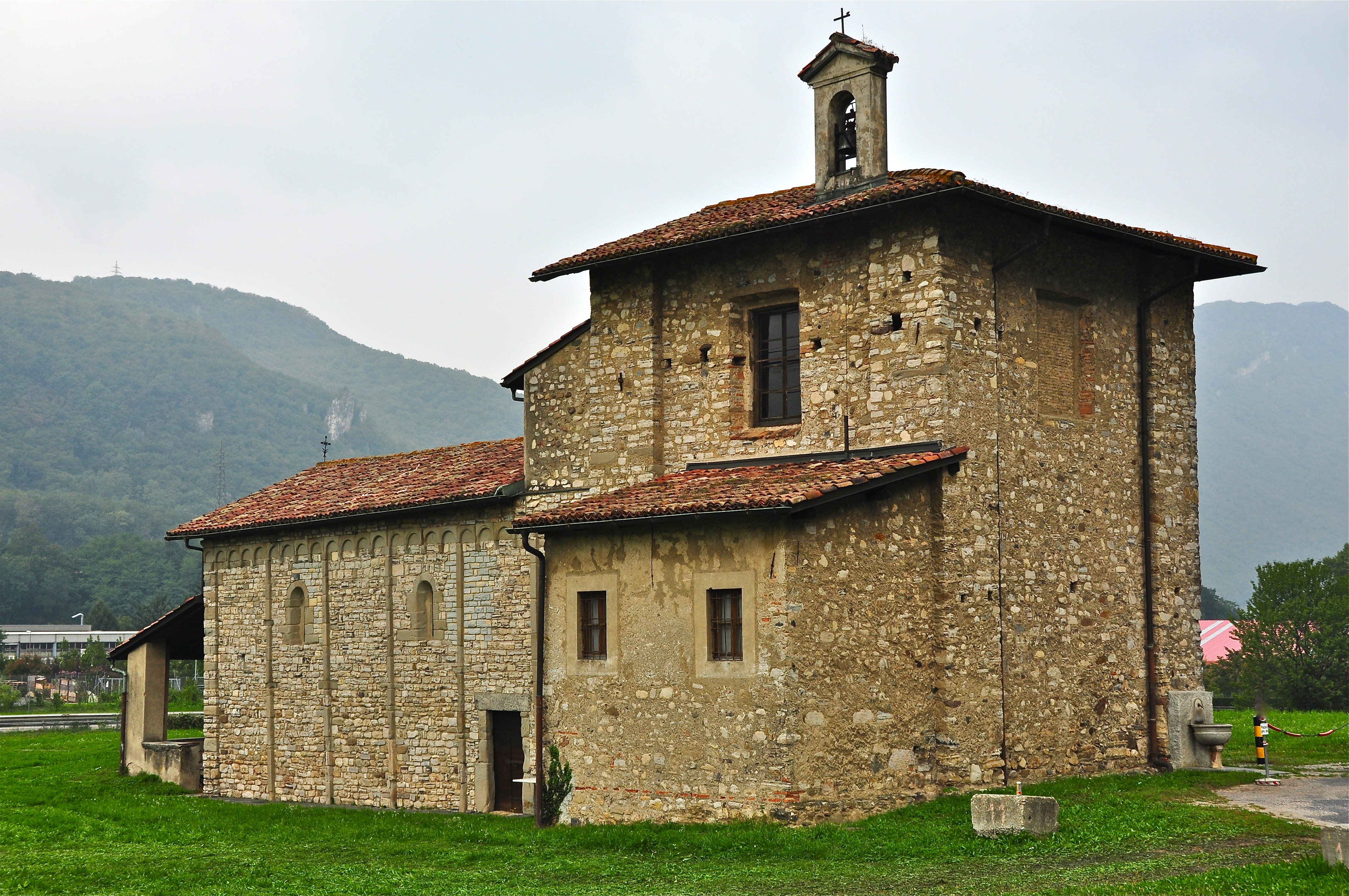
Kirche San Martino
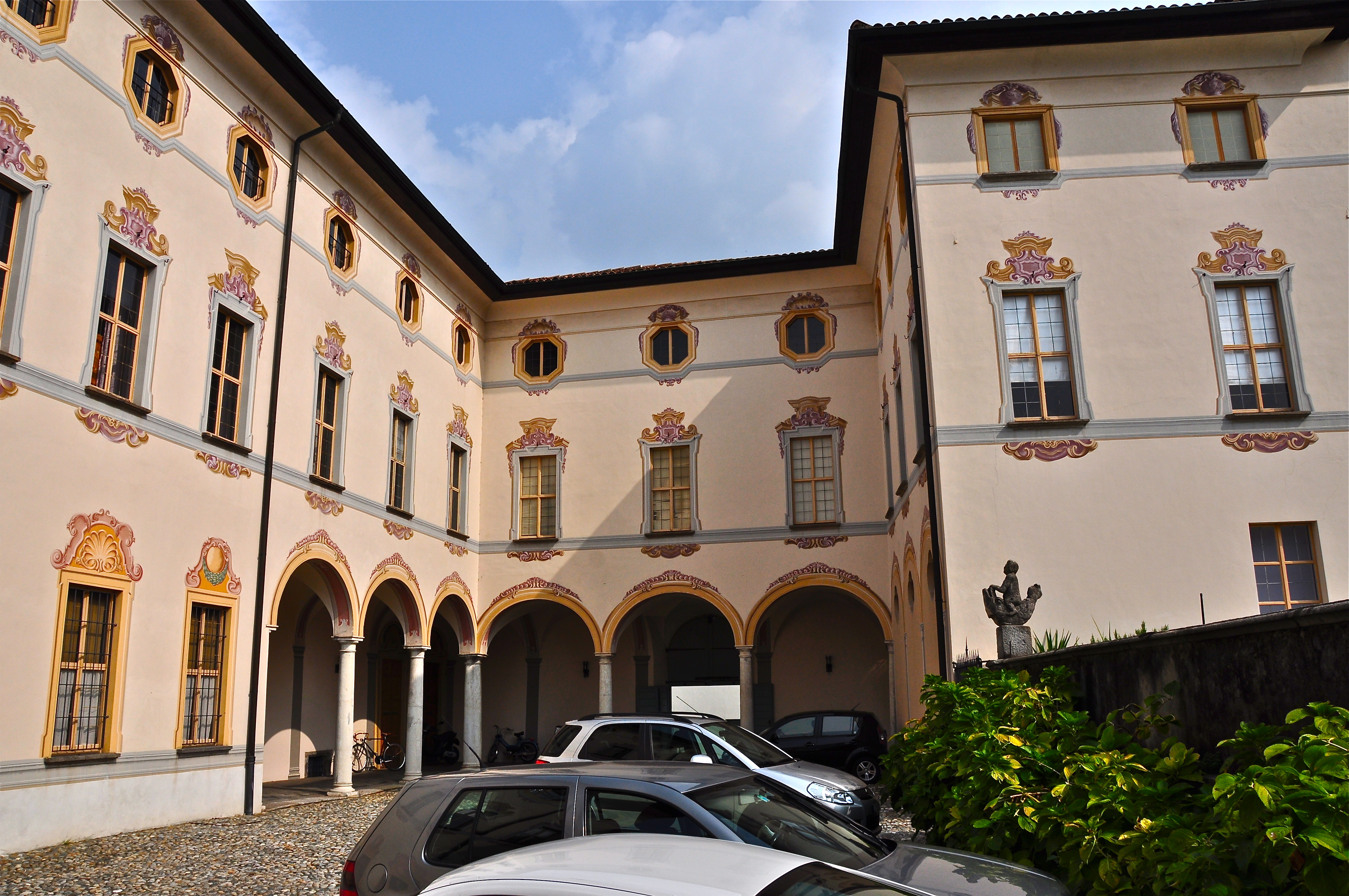
Palast Pollini
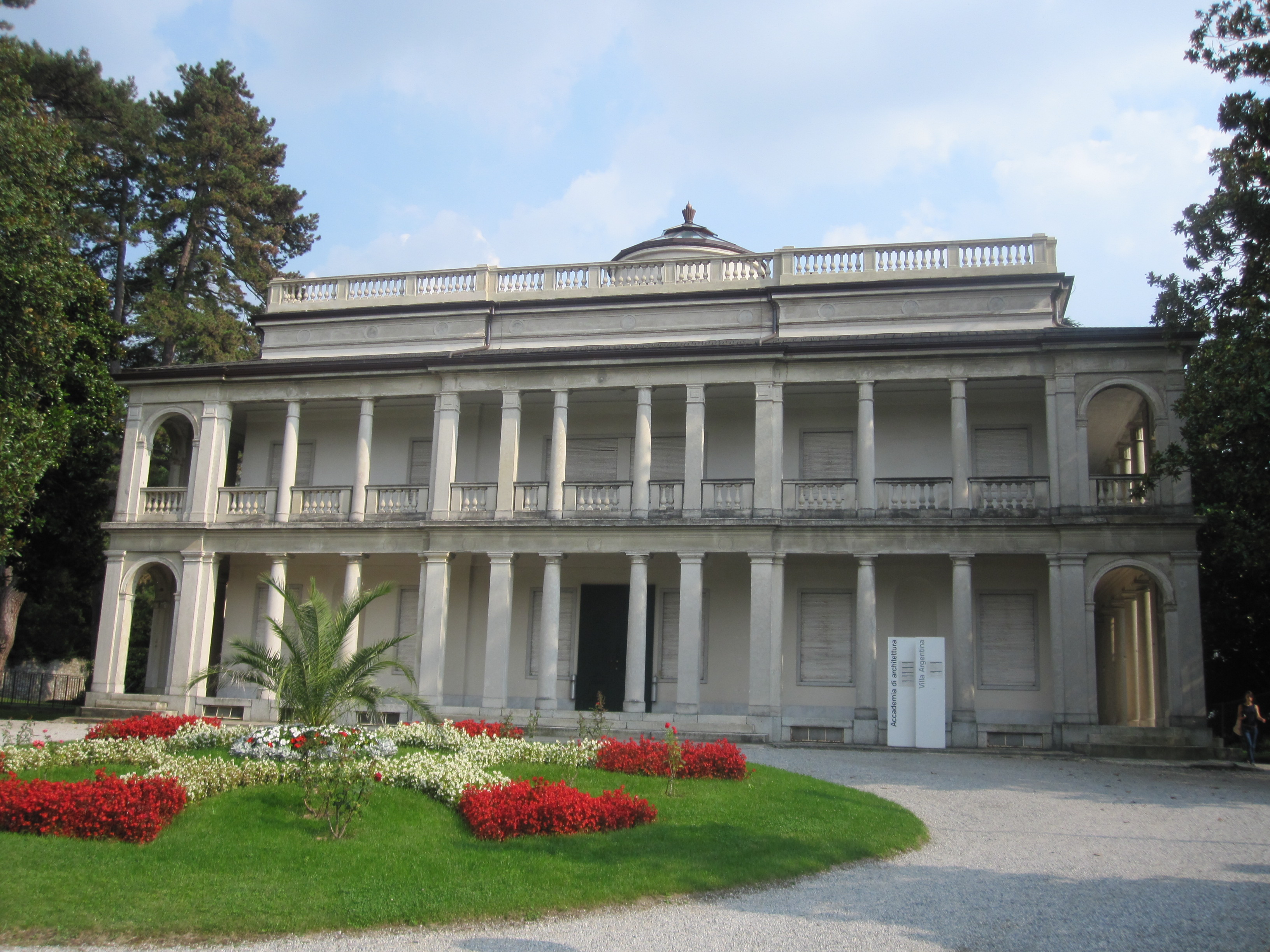
Villa Argentina
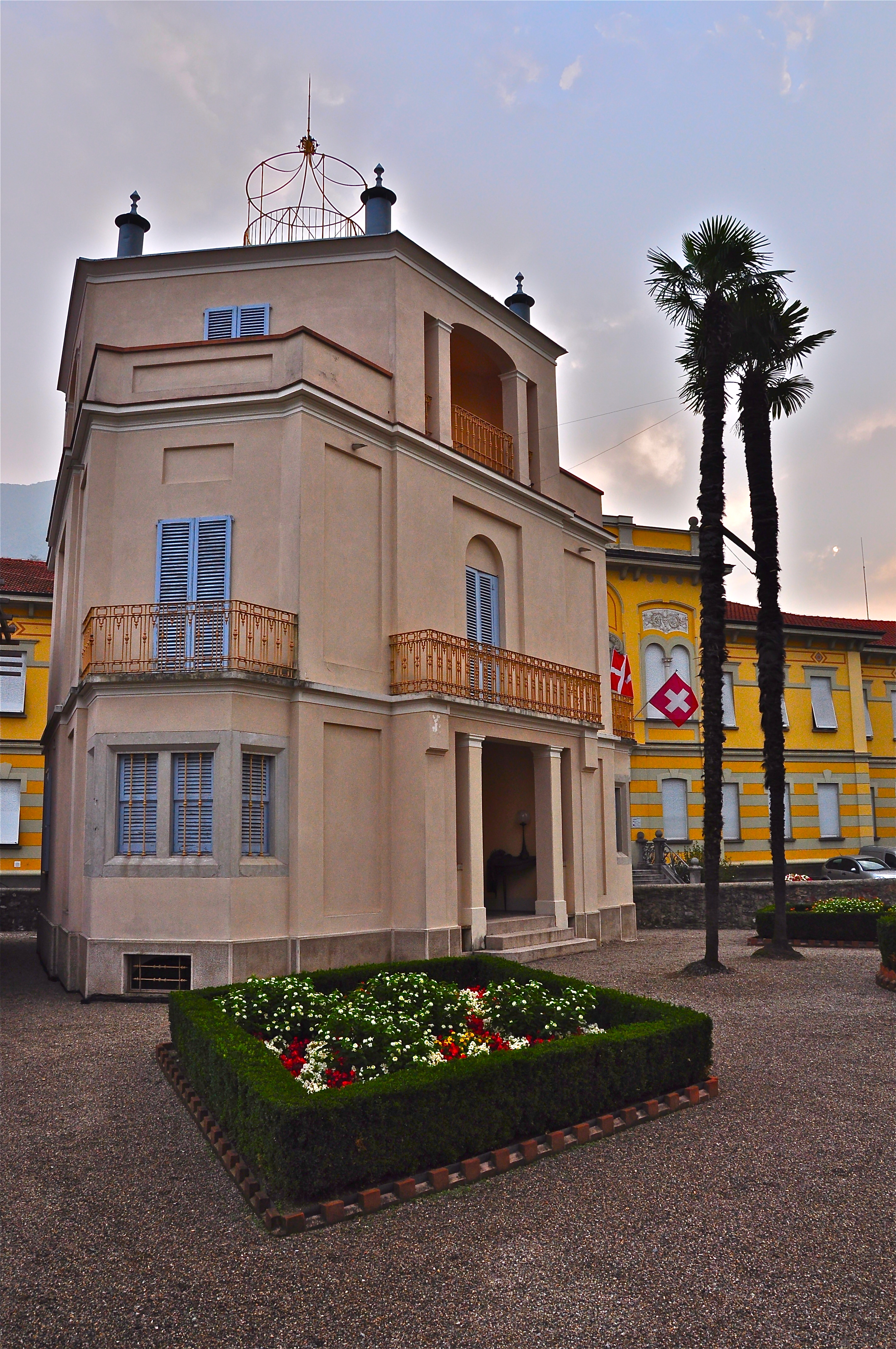
Wohnhaus Croci
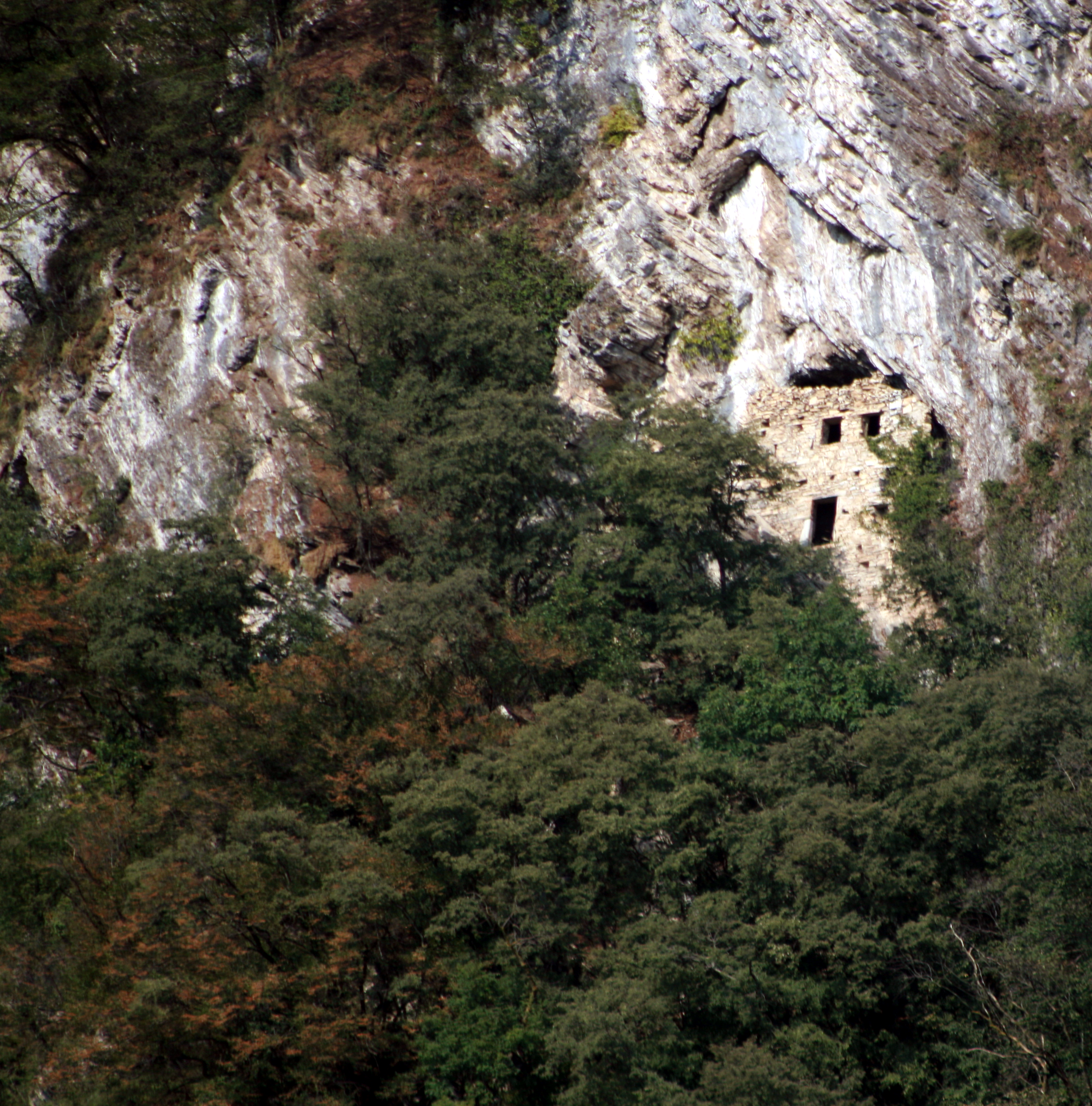
Heidenhaus Tre Buchi